# Terametopon foveatus
Terametopon foveatus är en skalbaggsart som beskrevs av Tomas Lackner 2009. Terametopon foveatus ingår i släktet Terametopon och familjen stumpbaggar. Inga underarter finns listade i Catalogue of Life.